# Eleocharis yezoensis
Eleocharis yezoensis là loài thực vật có hoa trong họ Cói. Loài này được H.Hara mô tả khoa học đầu tiên năm 1938.